# Cyprianów
Cyprianów est une localité polonaise de la gmina et du powiat de Zgierz en voïvodie de Łódź. Ce village fait partie du sołectwo de Biała.